# Вяйке-Нонні
Вя́йке-Но́нні (ест. Väike-Nonni järv) — природне озеро в Естонії, у волості Ляене-Сааре повіту Сааремаа.

## Розташування
Вяйке-Нонні належить до Західно-острівного суббасейну Західноестонського басейну.
Озеро лежить між селами Карала та Метсапере, поблизу озера Нонні.

## Опис
Загальна площа озера становить 2,9 га, площа водної поверхні — 2,8 га, площа острівця на озері — 0,1 га. Довжина берегової лінії — 1 408 м.